# Tour della nazionale maschile di rugby a 15 dell'Inghilterra 1979
Nel 1979 la Rugby Football Union, federazione inglese di " rugby a 15" invia due squadre in tour. l'Under 23 si reca in Francia ed in Italia ed una selezione si reca in Giappone e Polinesia.

## Il tour dell'Under 23
La selezione Inglese Under 23, scende sul continente per un tour in Francia ed Italia. La squadra inglese viene sconfitta dai pari età francesi malgrado una rimonta incredibile dopo il primo tempo chiuso sotto 24-3. poi battono la selezione del Sud della Francia prima di recarsi in Italia per l'incontro già citato.
| Romans maggio 1979 | France U23 | 24 – 21 | Inghilterra U23 |  |

| Tolone maggio 1979 | Francia Sud | 15 – 22 | Inghilterra U23 |  |

| Brescia 16 maggio 1979 | Italia | 6 – 6 | Inghilterra U23 |  |

## Il tour della selezione inglese
Nel 1979, la nazionale inglese di "rugby a 15" si reca in tour in Giappone ed Isole Figi. Le partite non avranno valore ufficiale per la Rugby Football Union rispettosa delle direttive dell'International Rugby Board e restia a concedere il valore ufficiale a match contro squadre diverse da quelle impegnate nel "Cinque nazioni o da Australia, Nuova Zelanda e Sudafrica .

### Risultati
| Tokyo 10 maggio 1979 | Giappone B | 7 – 36 | Inghilterra XV |  |

| Osaka 13 maggio 1979 | Giappone | 19 – 21 | Inghilterra XV | Kintetsu Hanazono Stadium |

| Fukuoka 10 maggio 1979 | Kyushu | 7 – 36 | Inghilterra XV |  |

| Tokyo 20 maggio 1979 | Giappone | 18 – 38 | Inghilterra XV | Olympic Stadium |

| Lautoka 26 maggio 1979 | Fiji Juniors | 22 – 39 | Inghilterra XV |  |

| Suva 29 maggio 1979 | Figi | 7 – 19 | Inghilterra XV |  |

| Nukuʻalofa 1º giugno 1979 | Tonga | 17 – 37 | Inghilterra XV |  |